# Utande
Utande es un municipio y localidad española de la provincia de Guadalajara, en la comunidad autónoma de Castilla-La Mancha. El término municipal tiene una población de 31 habitantes (INE 2024).

## Historia
Hacia mediados del siglo XIX el lugar tenía contabilizada una población de 248 habitantes. La localidad aparece descrita en el decimoquinto volumen del Diccionario geográfico-estadístico-histórico de España y sus posesiones de Ultramar de Pascual Madoz de la siguiente manera:

UTANDE: v. con ayunt. en la prov. de Guadalajara (6 leg.), part. jud. de Brihuega (2), aud. terr. de Madrid (16), c. g. de Castilla la Nueva, dióc. de Sígüenza (6). sit. en una colina con buena ventilacion y clima templado: tiene 75 casas; la consistorial con habitacion para cárcel; escuela de instruccion primaria frecuentada por 40 alumnos de ambos sexos; una igl. parr. (La Asuncion de Ntra. Sra.) servida por un cura y un sacristan; hay una fuente de buenas aguas: confina el térm. con los de Miralrio, Valfermoso de las Monjas, Grajanejos y Muduex; dentro de él se encuentran varios manantiales y una ermita (La Soledad): el terreno bañado por los arroyos Vadiel y Val de Iruega, es de buena calidad; tiene dos montes encinares. caminos: los que dirigen á los pueblos limítrofes. correo: se recibe y despacha en Guadalajara. prod.: cereales, aceite, vino, legumbres, patatas, hortalizas, frutas y buenos pastos, con los que se mantiene ganado lanar, cabrio, vacuno, mular y de cerda; hay caza menor y pesca de anguilas y cangrejos. ind.: la agrícola y 2 molinos uno harinero y otro aceitero. pobl.: 59 vec, 248 alm. cap. prod.: 1.468,334 rs. imp.: 88,100.
(Madoz, 1849, p. 239)

## Demografía
Utande cuenta con una población de 31 habitantes (INE 2024).
| Gráfica de evolución demográfica de Utande entre 1842 y 2021                                                        |
| |
| Población de derecho según los censos de población del INE Población de hecho según los censos de población del INE |

| 73            | 59 | 59 | 53 | 41 | 35 |
| (Fuente: INE) |    |    |    |    |    |